# Célestin Oliver
Célestin Oliver (Mostaganem, 12 luglio 1930 – Marsiglia, 5 giugno 2011) è stato un calciatore e allenatore di calcio francese, di ruolo attaccante.

## Carriera
Vinse nel 1956 la Coppa di Francia con il Sedan.

## Palmarès

### Club

#### Competizioni nazionali
- Coppa di Francia: 1

Sedan: 1955-1956
- Supercoppa francese: 1

Sedan: 1956
- Ligue 2: 1

Sedan: 1954-1955